# Kristen Connolly
Kristen Nora Connolly (12 de julio de 1980) es una actriz estadounidense. Es conocida por sus actuaciones como Dana en la película del 2012 The Cabin in the Woods, y Christina Gallagher en House of Cards de Netflix. Entre 2015 y 2017 tuvo un papel protagonista en la serie de CBS, Zoo.

## Carrera
Connolly comenzó su carrera con papeles recurrentes en cortos digitales de CollegeHumor. Apareció como extra en películas como La sonrisa de mona lisa, Meet Dave y The Happening. También ha aparecido en dos telenovelas de CBS como actriz recurrente en Guiding Lights y As the World Turns.
Kristen obtuvo reconocimiento en 2012 después de aparecer como Dana, la protagonista principal, en la película de Joss Whedon y Drew Goddard, The Cabin in the Woods. También protagonizó el filme de terror The Bay. En 2013, obtuvo el papel de Christina Gallagher en la serie de Netflix, House of Cards, al lado de Kevin Spacey. El 1 de septiembre de 2014 se estrenó la miniserie de A&E, Houdini con 3.7 millones de espectadores, Connolly interpreta a Bess Houdini con el ganador del Premio de la Academia Adrien Brody quien interpreta a Harry Houdini.
Connolly también interpreta a Jamie, una apasionada periodista, en la serie de CBS Zoo y fue coprotagonista del drama The Whispers con el papel de Lena. En 2014 interpretó a Petra Anderson en el thriller A Good Marriage, basada en la historia de Stephen King del mismo nombre.

## Filmografía

### Película
| Año  | Título                      | Papel                                  | Notas   | Ref. |
| ---- | --------------------------- | -------------------------------------- | ------- | ---- |
| 2003 | Mona Lisa Smile             | Estudiante de Historia del Arte        |         |      |
| 2008 | Revolutionary Road          | Mrs. Brace                             |         |      |
| 2008 | The Happening               | Mujer leyendo en el banco              |         |      |
| 2008 | Meet Dave                   | Chica besucona                         |         |      |
| 2009 | Confessions of a Shopaholic | Mujer que gana oferta de bufanda verde |         |      |
| 2012 | The Bay                     | Stephanie                              |         |      |
| 2012 | The Cabin in the Woods      | Dana Polk                              |         |      |
| 2012 | Ex-Girlfriends              | Laura                                  |         |      |
| 2014 | A Good Marriage             | Petra Anderson                         |         |      |
| 2014 | Worst Friends               | Zoe                                    |         |      |
| 2022 | Deep Water                  | Jackie                                 | Netflix |      |

### Televisión
| Año           | Título                       | Papel               | Notas                                        | Ref. |
| ------------- | ---------------------------- | ------------------- | -------------------------------------------- | ---- |
| 2008          | New Amsterdam                | Fanny               | Episodio: "Honor"                            |      |
| 2008          | Guiding Light                | Jolene              | 16 episodios                                 |      |
| 2008          | Law & Order: Criminal Intent | Miranda/Teresa      | Episodio: "Vanishing Act"                    |      |
| 2008–2009     | As the World Turns           | Josie Anderson      | 39 episodios                                 |      |
| 2009          | Life on Mars                 | Donna               | Episodio: "Let All The Children Boogie"      |      |
| 2009          | Nurse Jackie                 | Mrs. Vogal          | Episodio: "School Nurse"                     |      |
| 2009          | Mercy                        | Carey Whitlow       | Episodio: "You Lose Me with the Cinderblock" |      |
| 2010          | Superego                     | Josey               | Película para televisión                     |      |
| 2011          | The Good Wife                | Maggie Reeves       | Episodio: "Get a Room"                       |      |
| 2013–2014     | House of Cards               | Christina Gallagher | 17 episodios                                 |      |
| 2014          | Houdini                      | Bess Houdini        | 2 episodios                                  |      |
| 2015          | The Whispers                 | Lena Lawrence       | 10 episodios                                 |      |
| 2015–2017     | Zoo                          | Jamie Campbell      | 39 episodios                                 |      |
| 2017          | The Wizard of Lies           | Stephanie Madoff    | Película para televisión                     |      |
| 2019–presente | Evil                         | Mira Byrd           | 5 episodios                                  |      |
| 2019          | Prodigal Son                 | Beth Saverstein     | Episodio: "Pied-A-Terre"                     |      |

## Premios y nombramientos
| Año  | Premio                                             | Categoría              | Trabajo nominado                                                        | Resultado | Ref.  |
| ---- | -------------------------------------------------- | ---------------------- | ----------------------------------------------------------------------- | --------- | ----- |
| 2013 | Película on-line & Premio de Asociación Televisiva | Momento más Cinemático | The Cabin in the Woods Compartió con Fran Kranz "Los Ascensores Abren". |           | [ 7 ] |